# Santana Dotson
Santana N. Dotson (New Orleans, 19 dicembre 1969) è un ex giocatore di football americano statunitense che ha giocato nel ruolo di defensive end nella National Football League (NFL).

## Carriera
Al college Dotson giocò a football a Baylor venendo premiato unanimemente come All-American. Fu scelto nel corso del quinto giro (132º assoluto) del Draft NFL 1992. Nella sua prima stagione divenne il primo giocatore della storia a mettere a segno un sack in ognuna delle prime quattro partite, un record in seguito pareggiato da Terrell Suggs e James Houston. La sua prima annata si chiuse con 10 sack, venendo inserito nella formazione ideale dei rookie dalla Pro Football Writers of America. Nel 1996 passò ai Green Bay Packers con cui disputò due Super Bowl, vincendone uno. Chiuse la carriera nel 2002 con i Washington Redskins.

## Palmarès

### Franchigia
- Super Bowl : 1

Green Bay Packers: XXXI
- National Football Conference Championship: 2

Green Bay Packers: 1996, 1997

### Individuale
- PFWA All-Rookie Team - 1992